# ヘンリー・アランデル (第8代ウォードーのアランデル男爵)

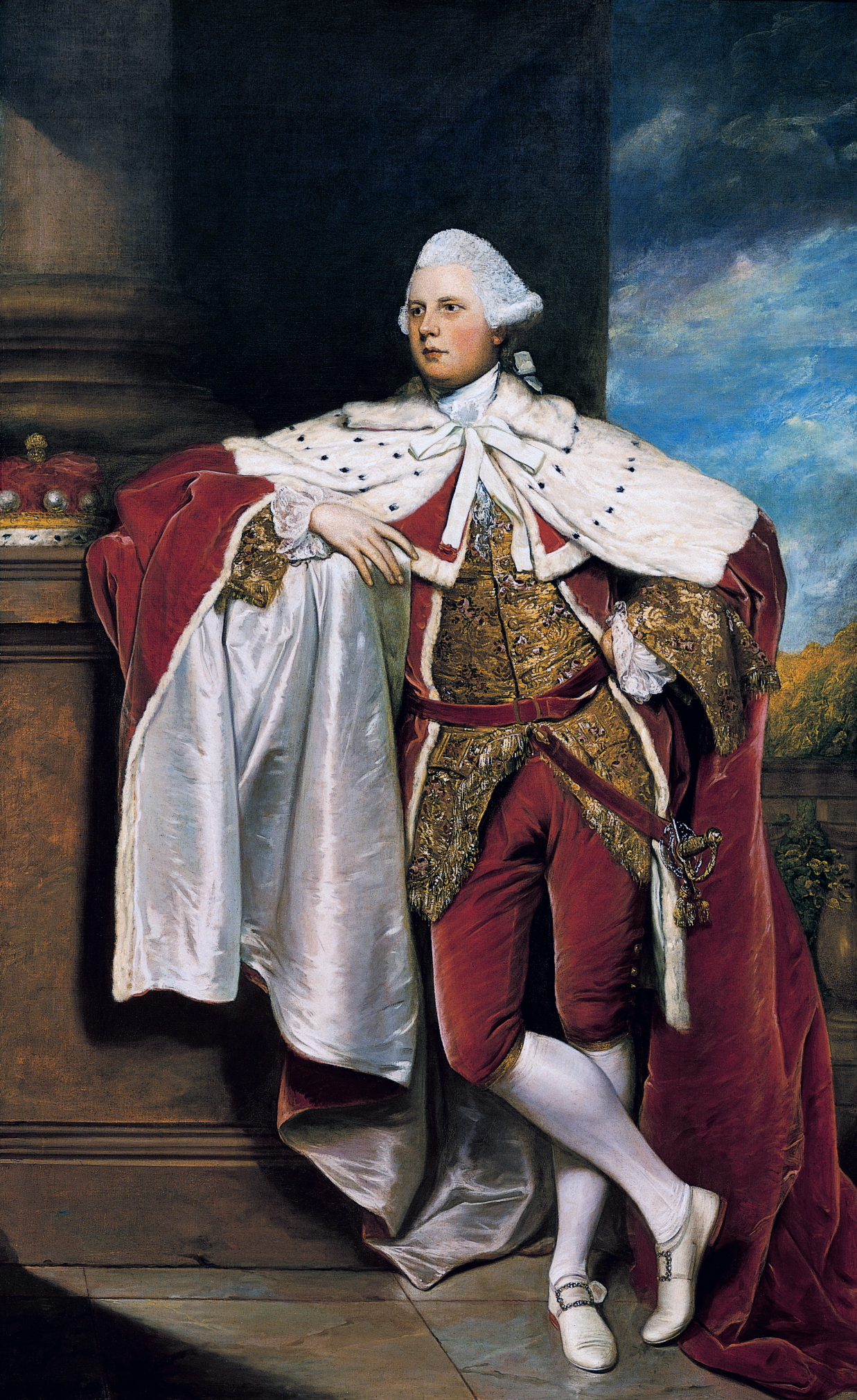
1760年代の肖像画、ジョシュア・レノルズ作。

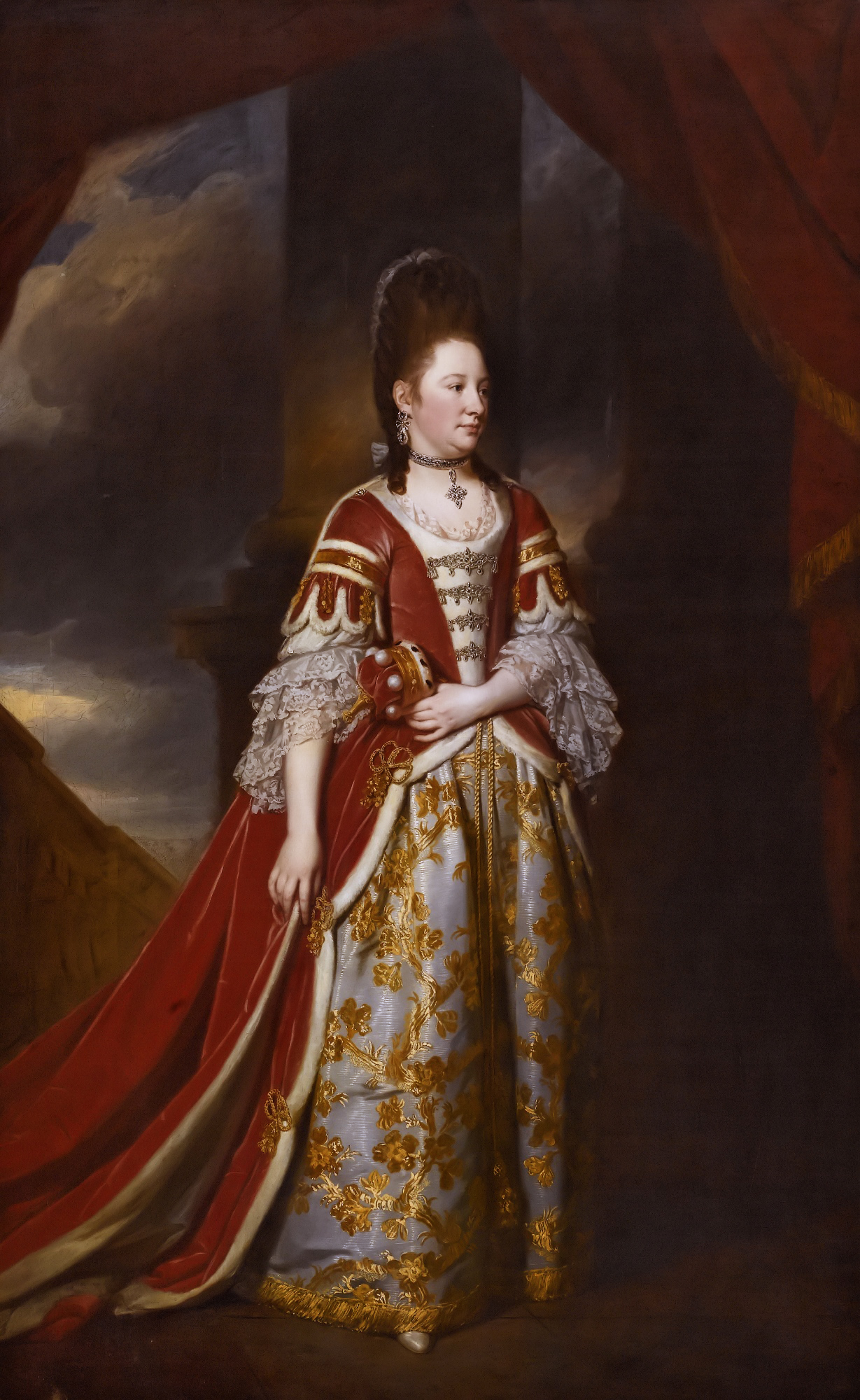
ウォードーのアランデル男爵夫人メアリー・クリスティーナの肖像画、ジョージ・ロムニー作。

第8代ウォードーのアランデル男爵ヘンリー・アランデル（英語: Henry Arundell, 8th Baron Arundell of Wardour、1740年3月31日 – 1808年12月4日）は、イングランド貴族。

## 生涯
第7代ウォードーのアランデル男爵ヘンリー・アランデルとメアリー・ベリングス＝アランデル（Mary Bellings-Arundell、1716年 – 1769年2月21日、リチャード・ベリングス＝アランデルの娘）の息子として、1740年3月31日に生まれた。1753年8月16日から1758年5月1日までフランスで教育を受けた。
1756年9月12日に父が死去するとウォードーのアランデル男爵の爵位を継承、1769年に母が死去するとランハーンでの財産を継承した。また、ウォードー城の再建を行い、1771年に新ウォードー城として工事を開始した。
1763年5月31日、メアリー・クリスティーナ・コンクエスト（Mary Christina Conquest、1743年頃 – 1813年6月20日、ベネディクト・コンクエストの娘）と結婚、2女をもうけた。
- メアリー・クリスティーナ（1764年8月10日 – 1805年2月14日） - 1785年2月3日、親族のジェームズ・エヴェラード・アランデル（1763年 – 1817年、第8代ウォードーのアランデル男爵の叔父の息子）と結婚、子供あり
- エレノア・メアリー（1766年3月20日 – 1835年11月24日） - 1786年11月29日、第6代チャッドリーのクリフォード男爵チャールズ・クリフォードと結婚、子供あり

1808年12月4日に新ウォードー城で死去、20日に埋葬された。娘婿かつ従兄弟にあたるジェームズ・エヴェラード・アランデルが爵位を継承した。